# More (Julianna Karaulova)
More (in russo Море?, Mare) è il quarto singolo della cantante russa Julianna Karaulova in collaborazione con il rapper ST, pubblicato il 13 giugno 2016 su etichetta discografica Zion Music. More è inclusa nell'album di debutto di Julianna, Čuvstvo Ju.
Il singolo ha raggiunto il diciottesimo posto della classifica radiofonica russa e il centosessantesimo posto della classifica radiofonica ucraina.

## Tracce
Download digitale
1. More – 3:28

## Classifiche
| Classifica (2016) | Posizione massima |
| ----------------- | ----------------- |
| Russia            | 18                |
| Ucraina           | 160               |